# Laevityphis
Laevityphis is een geslacht van weekdieren uit de klasse van de Gastropoda (slakken).

## Soorten
- Laevityphis bullisi (Gertman, 1969)
- Laevityphis tepungai (C. A. Fleming, 1943) †
- Laevityphis tillierae (Houart, 1986)
- Laevityphis transcurrens (Martens, 1902)
- Laevityphis tubuliger (Thiele, 1925)